# Merinthopodium vogelii
Merinthopodium vogelii är en potatisväxtart som först beskrevs av Cuatrecasas, och fick sitt nu gällande namn av R. Castillo och R.E. Schultes. Merinthopodium vogelii ingår i släktet Merinthopodium och familjen potatisväxter. Inga underarter finns listade i Catalogue of Life.